# Март (картина Левитана)
«Март» — хрестоматийный пейзаж русского художника Исаака Левитана (1860—1900), созданный в 1895 году. Хранится в Государственной Третьяковской галерее в Москве (инв. 1489). Размер — 60 × 75 см (по другим данным, 61 × 76 см). Картина была написана Левитаном в марте 1895 года, когда он жил в усадьбе Горка, находившейся в Вышневолоцком уезде Тверской губернии.
Полотно «Март» было представлено на 24-й выставке Товарищества передвижных художественных выставок («передвижников»), открывшейся в феврале 1896 года в Санкт-Петербурге, а в марте того же года переехавшей в Москву. «Март» также экспонировался на Всероссийской промышленной и художественной выставке 1896 года в Нижнем Новгороде. В том же 1896 году картина была приобретена у автора Павлом Третьяковым.
«Март» относят к серии «жизнеутверждающих, бодрых произведений» Левитана 1895—1897 годов, в которую, кроме него, включают картины «Золотая осень» (1895), «Свежий ветер. Волга» (1895), «Весна — большая вода» (1897) и другие. Полотно «Март» считается одним из наиболее известных и ярких образцов пейзажного наследия Левитана. Оно также служит примером влияния импрессионизма на творчество художника.
Художник Василий Бакшеев писал, что картина «Март» является не только одной из лучших работ Левитана, но и одним из лучших произведений русской школы живописи. По словам искусствоведа Алексея Фёдорова-Давыдова, левитановский «Март», сочетающий в себе живописное изображение снега, весеннего неба и деревьев, явился «открытием в русской пейзажной живописи», а впоследствии этот мотив стал популярной темой у многих русских пейзажистов XX века — Игоря Грабаря, Константина Юона и других. Искусствовед Фаина Мальцева называла «Март» «мажорным и вдохновенным произведением» и писала, что в нём представлен «цельный и внутренне завершённый образ, сохранивший вместе с тем всю непосредственность и свежесть первых впечатлений».

## История

### Предшествующие события и работа над картиной
В 1894—1895 годах Левитан прожил несколько месяцев в усадьбе Горка, расположенной в полутора километрах от деревни Островно, в то время находившейся на территории Вышневолоцкого уезда Тверской губернии, а ныне входящей в состав Удомельского района Тверской области. Усадьба, расположенная у южного берега озера Островно, принадлежала тайному советнику Ивану Николаевичу Турчанинову, и там часто проводила время его жена Анна Николаевна с дочерьми Варварой, Софьей и Анной. Главным зданием усадьбы был двухэтажный дом с мезонином, окрашенный в желтоватый цвет. Он-то и изображён на картине «Март», а также на более ранней пастели Левитана «Осень. Усадьба» (1894), которая в настоящее время хранится в Омском областном музее изобразительных искусств имени М. А. Врубеля.
Землю у озера Островно Турчаниновы приобрели в начале 1870-х годов. Двухэтажный дом был построен на месте старого одноэтажного, оставшегося от прежних владельцев. Турчаниновым также принадлежал один из озёрных островов, на котором находились беседка и скамейки. В документах Тверского губернского статистического комитета есть следующее описание усадьбы: «Имение „Горка“ на южном полуострове озера Островное. Место прекрасное. С юга за усадьбой сосновый бор, прямо вид на озеро, его острова, на восточный его берег с погостом и усадьбою сельца „Островно“, на западный крутой, поросший берёзовым лесом. С востока и запада от дома идут берёзовые рощи, расчищенные, с проведёнными дорожками… Как дача имение „Горка“ — прекрасно. Сухая, песчаная земля, здоровый сосновый воздух и прекрасный бор, сад и чудесный привольный вид на озеро с его зелёными маленькими островками, с белой церковью и высоким старым барским домом сельца „Островно“».
Левитан познакомился с Анной Николаевной Турчаниновой летом 1894 года в Островно, где он гостил в имении Ушаковых вместе со своей спутницей — художницей Софьей Кувшинниковой. У Левитана и Турчаниновой завязался роман, который привёл к ссоре и разрыву отношений с Кувшинниковой. После этого Левитан переехал в усадьбу Горка и жил там в августе и сентябре 1894 года, а затем вернулся туда ранней весной следующего года. Так как в усадьбе не было подходящих помещений, специально для художника на территории имения был построен двухэтажный дом-мастерская, расположенный на берегу озера, у впадения в него реки Съежи (той самой, которая была запечатлена на более позднем полотне Левитана «Золотая осень»). В шутку этот дом называли «синагогой».
Именно тогда, в марте 1895 года, и была создана картина «Март». Она была написана полностью с натуры, без предварительных этюдов, за несколько сеансов — возможно, это был первый случай в творчестве Левитана, когда полотно было создано непосредственно на пленэре. Свидетельницей работы художника над картиной «Март» была младшая дочь Турчаниновых Аня (в семье её называли Люлю), которой в то время было 14 лет. Она помогала художнику носить ящик с красками, слушала его рассказы о красоте природы и наблюдала за тем, как создавался будущий шедевр. В последующих публикациях младшую дочь Турчаниновых иногда ошибочно называли Юлией (возможно, из-за того, что это было созвучно имени Люлю).
Писательница Софья Пророкова, автор изданной в 1960 году биографии Левитана, рассказывала о своей встрече с Анной Ивановной Турчаниновой (в первом замужестве Зворыкиной, во втором — Колокольцовой): «Ми́нут годы, Аня станет взрослой, а эта солнечная весна останется ярким воспоминанием её далёкого отрочества. Мы сидим в её ленинградской квартире и беседуем с пожилой женщиной, в тёмных глазах которой сохранились и лукавство, и огонёк. Воспоминания о Левитане стали как бы семейной реликвией. Она одна из семьи Турчаниновых живой свидетель того, как в Горке создавались лучшие полотна художника». Пророкова приводила слова Анны Ивановны: «„Март“ писался при мне».
В тот же период, весной 1895 года, Левитаном было написано ещё одно полотно — «Весна. Последний снег», которое впоследствии находилось в собрании московского мецената Владимира Шмаровина. В настоящее время картина хранится в частном собрании в Москве, а одноимённый этюд — в Государственном Русском музее (25,5 × 33,3 см, холст, масло, инв. Ж-4261). В том же 1895 году, работая в усадьбе Горка, Левитан создал «Золотую осень» (ныне в ГТГ), «Ненюфары» (ныне в Астраханской картинной галерее имени П. М. Догадина) и ряд других полотен.
Иногда в качестве предвестника картины «Март» упоминают написанный в 1894 году пейзаж русского художника-импрессиониста Константина Коровина «Зимой» (ныне в ГТГ), где также изображена лошадка с санями, стоящая у деревенского дома. Однако, в отличие от солнечно-весеннего полотна Левитана, на картине Коровина изображён хмурый зимний день.

### 24-я передвижная выставка и последующие события
Вместе с девятью другими произведениями Левитана, среди которых были картины «Золотая осень», «Свежий ветер. Волга», «Весна. Последний снег», «Папоротники в бору», «Сумерки», «Ненюфары» и другие, полотно «Март» экспонировалось на 24-й выставке Товарищества передвижных художественных выставок («передвижников»), открывшейся 11 февраля 1896 года в Санкт-Петербурге, а в марте того же года переехавшей в Москву. Петербургская часть выставки проходила в здании Общества поощрения художеств, а московская — в помещении Московского училища живописи, ваяния и зодчества. Поскольку представленные на выставке полотна Левитана были довольно разнородны, они были по-разному встречены критиками. В частности, в заметке «Выставка передвижников», вышедшей в журнале «Всемирная иллюстрация» (т. 55, № 1413 за 1896 год), Владимир Чуйко похвалил Левитана за выбор сюжетов и своеобразную манеру письма, отметив, что «почти все его картины (числом 10) обращают на себя внимание, за исключением двух: „Март“ и „Весна“, слишком грубых и резких по тонам». По словам Чуйко, «недостатки, замечаемые в манере г. Левитана, исчезнут, надеемся, в скором будущем, когда талант его окончательно окрепнет». Тем не менее в большинстве рецензий произведения Левитана были оценены положительно, что свидетельствовало «о наступившем признании таланта художника, своеобразия его творчества и его яркой индивидуальности».
Полотно «Март» также было представлено на Всероссийской промышленной и художественной выставке, открывшейся 28 мая 1896 года в Нижнем Новгороде. Всего на нижегородской выставке, на которой побывал и сам Левитан, экспонировались восемнадцать его картин. Кроме произведений с передвижной выставки, в Нижнем Новгороде был представлен ряд левитановских работ конца 1880-х — начала 1890-х годов, так что фактически это был первый столь широкий ретроспективный показ творчества художника. В том же 1896 году картины «Март» и «Золотая осень» были приобретены у автора Павлом Третьяковым. Осенью и зимой 24-я передвижная выставка продолжила своё путешествие по другим городам Российской империи, побывав в Харькове (в октябре — ноябре), Киеве (в декабре — январе) и Туле (в январе — феврале). В каталоге выставки, выпущенном в Харькове, картины «Март» и «Золотая осень» были описаны как «собственность Московской городской галереи братьев П. и С. Третьяковых».
Усадьба Горка не пережила революционных потрясений начала XX века. В 1904 году сгорел дом-мастерская, в котором в середине 1890-х годов работал Левитан. В 1910 году скончался Иван Николаевич Турчанинов, а в 1914 году имение Горка было продано купцу второй гильдии Аггею Аггеевичу Маркову. Перед продажей в Горку приезжала Анна Ивановна Турчанинова (Люлю) — встреча с ней была описана находившимся в тех краях художником Витольдом Бялыницким-Бирулей. В частности, он узнал то место, которое было изображено на картине Левитана: «Когда мы подошли к чёрному крыльцу дома, сердце моё дрогнуло от неожиданно представшей передо мной картины. …Мне знакомо это место. Правда, всё здесь было в зимнем уборе, а бочка лежала на санях. Тот „Март“ у меня перед глазами». По-видимому, там же присутствовал и художник Станислав Жуковский. В другом описании той же самой встречи Бялыницкий-Бируля писал: «Мы шли мимо чёрного крыльца, где взгляд падает на чудесный бор, который все знают по картине Левитана „Март“. Мы все невольно в радостном порыве воскликнули: „Смотрите, вот откуда написан «Март»!“» Через несколько лет после революции, в июне 1923 года, здание усадьбы было уничтожено пожаром — по-видимому, в результате поджога.
Впоследствии картина «Март» экспонировалась на ряде выставок, в том числе на персональной выставке Левитана, состоявшейся в 1938 году в Государственной Третьяковской галерее, а также на юбилейной, посвящённой 100-летию со дня рождения художника выставке, проходившей в 1960—1961 годах в Москве, Ленинграде и Киеве (картина участвовала только в московской части экспозиции). В 1959 году полотно было представлено на выставке русских и советских художников, проходившей в Лондоне. В 1971—1972 годах картина принимала участие в приуроченных к столетию ТПХВ выставках «Передвижники в Государственной Третьяковской галерее» (Москва) и «Пейзажная живопись передвижников» (Киев, Ленинград, Минск, Москва). Она также входила в число экспонатов юбилейных выставок к 150-летию со дня рождения Левитана, проходивших в корпусе Бенуа Государственного Русского музея (с апреля по июль 2010 года) и в Новой Третьяковке на Крымском Валу (с октября 2010 года по март 2011 года). В сентябре 2017 года картина «Март» экспонировалась на «выставке одного шедевра» в Приморской государственной картинной галерее во Владивостоке.
Во время юбилейной выставки Левитана, проходившей в 2010—2011 годах в Москве, был проведён социологический опрос посетителей экспозиции. Согласно результатам этого опроса, «Март» оказался на третьем месте среди наиболее понравившихся зрителям произведений художника, пропустив вперёд лишь большеформатные полотна «У омута» (1892, ГТГ) и «Над вечным покоем» (1894, ГТГ). В настоящее время картина «Март» выставляется в «Левитановском зале» (зал № 37) основного здания Третьяковской галереи в Лаврушинском переулке.

## Сюжет и описание
Левитан писал картину на задворках усадьбы Горка, жёлтая стена главного дома которой видна в самой правой части картины. Солнечный мартовский день, начавший уже таять снег, деревья и просёлочная дорога, подходящая к крыльцу, у которого, греясь на солнышке, смирно стоит лошадь с дровнями. Дианка — так звали лошадку с усадьбы Горка — стоит в центре пейзажа и составляет его неотъемлемую часть. При этом, по словам литературного критика Андрея Туркова, «дом „угодил“ в композицию картины отнюдь не в выигрышном ракурсе — часть стены с плохо видимыми окнами, крыльцо с полуоттаявшей крышей, водосточная труба, недавно сброшенные с забитых на зиму окон доски». По мнению искусствоведа Михаила Алпатова, стена дома с уходящими вглубь полотна досками, а также оттаявшая просёлочная дорога «вовлекают зрителя в картину, помогают ему мысленно в неё войти».
Мажорный, жизнеутверждающий мотив картины показывает борьбу уходящей зимы и наступающей весны, солнечного света и холодного снега. Это подчёркивается цветовым контрастом между тёмными соснами на заднем плане и светлыми, освещёнными солнечным светом стволами лиственных деревьев перед ними, которые своими ветками будто бы тянутся к весеннему солнцу. В частности, это стремление вверх дополняется необычно высоким расположением скворечника на одном из деревьев, так что даже создаётся впечатление, что он приделан к слишком тонкой ветке. Светлые стволы деревьев, расположенных слева и справа от центра полотна, как бы склоняются навстречу друг другу. Кажется, что всё находится в лёгком движении — и лиственные деревья, и сосны, и приоткрытая дверь, частично покрытая тенью, и лежащая рядом с крыльцом ставня. Горизонтальный край заснеженного поля, простирающегося до дальних хвойных деревьев, делит картину на две примерно равные части и «вносит в неё нотку спокойствия». Оттенки снега, синие тени деревьев и голубое небо создают очень живописную картину — подобный сюжет не раз потом повторялся в пейзажах других русских художников.
Три основных цвета, определяющих цветовую гамму полотна, — жёлтый, голубой и зелёный; кое-где к ним добавляется белый. Жёлтый цвет встречается не только на стене дома и на приоткрытой двери, но и на верхушках деревьев, а также в оттенках лошадиной шерсти. Основная масса голубого цвета присутствует в изображении безоблачного весеннего неба; эта голубизна сочетается с синим цветом, использованным при написании теней деревьев, а также с серовато-голубоватыми оттенками снега на заднем плане. Зелёным цветом, переходящим от светлого к тёмному, написаны кроны хвойных деревьев. Наиболее сложные комбинации основных цветов встречаются в изображениях лиственных деревьев и разъезженной дороги. Несмотря на наличие множества тонких оттенков и рефлексов, красочная гамма картины является «чрезвычайно звучной, гораздо более звучной, нежели в каких-либо картинах Левитана до сих пор». Основные цвета обладают не только интенсивностью, но и определённостью, которая больше всего проявляется в окраске жёлтой стены дома, голубого неба и зелени сосен. Анализируя краски, использованные при написании «Марта», искусствовед Татьяна Коваленская отмечала их совпадение с перечисленными самим Левитаном оттенками живописи ярославских фресок: «белила, охра, голубая, что-то вроде зелёной земли».
Будучи близкой по сюжету к известному полотну Алексея Саврасова «Грачи прилетели» (1871, ГТГ), картина «Март» значительно отличается от него по живописи. Она является ярким образцом так называемого «левитановского пейзажа» — «пейзажа настроения», в котором, даже изображая «ликующее состояние природы», художнику удалось сохранить в картине лирический оттенок переживания и грусти. В отличие от саврасовских «Грачей», где господствует характер повествования и пейзаж в значительной мере трактуется жанровыми средствами, в «Марте» присутствует «стремление к непосредственно чувственно-зрительному показу явления природы», при этом «интимное восприятие бытовой среды передано в ощущении тёплого воздуха, растапливающего отяжелевший весенний снег».
Фрагменты картины «Март»
Толщина красочного слоя на полотне «Март» неравномерна: для изображения снега используются рельефные мазки, толщина которых достигает двух миллиметров, а в прозрачных ветвях деревьев проступает фактура холста. По мере удаления от первого плана нанесённые художником мазки становятся менее чёткими, а трактовка — более обобщённой. Для снежных теней Левитан использовал лессировки и полулессировки по слою белил. По сведениям, приведённым в воспоминаниях художника Якова Минченкова, при написании снега на полотне «Март» Левитан проверял светотеневые соотношения по фотографическим снимкам. Однако, по словам Минченкова, «нигде вы не увидите и признаков фотографии, нигде она не повела художника к грубому натурализму, не заставила его разменяться на ненужные детали».
Считается, что созданные в 1895 году картины «Март» и «Золотая осень» наиболее ярко демонстрируют влияние импрессионизма на творчество художника. В картине «Март» есть присущий импрессионизму «темпераментный, открытый густой мазок, почти скульптурно „лепящий“ пронизанный синевой мартовский снег». Рельефные мазки белил создают ощущение пористости снега и способствуют более активному переживанию образа. При этом импрессионистические приёмы соединены с декоративностью, проявляющейся в звучности определённых цветов. Тем не менее, по словам искусствоведа Галины Чурак, хотя живописный язык полотна и «ставит Левитана рядом с импрессионистами», художник «не совершает того решающего шага, который позволил бы назвать его импрессионистом». Сравнивая «Март» с «самым импрессионистическим произведением» Левитана 1880-х годов — «Берёзовой рощей», искусствовед Дмитрий Сарабьянов писал, что в середине 1890-х художник «не сделал существенно важных шагов на пути развития импрессионистической системы» и «как бы остановился на уровне „прото-импрессионизма“».

## Отзывы
В своих воспоминаниях живописец Василий Бакшеев отмечал, что Исаак Левитан остался в его памяти как «художник, неразрывно связанный с русской национальной школой пейзажа», при этом «глубоко любящий родную природу, без устали её изучающий и с большим мастерством воплощающий эту природу в своих работах». По его словам, в левитановском «Марте» «так много весеннего тепла, так много света, согревающего солнца». Оценивая картину «Март», Бакшеев писал, что считает её не только одной из лучших работ Левитана, но и «одним из лучших произведений нашей школы», — это «такая же жемчужина», как «Оттепель» Фёдора Васильева или «Грачи прилетели» Алексея Саврасова.
Искусствовед Алексей Фёдоров-Давыдов отмечал, что Левитан «редко писал зиму и вообще снег, чаще изображая его остатки в весенних пейзажах», однако в 1895 году он взялся за такой сюжет, написав картину «Март», «в которой всё только дышит предчувствием весны и которая является изображением ещё зимнего солнечного дня». По словам искусствоведа, «обратившись к этому новому для себя мотиву, Левитан создал пейзаж, ставший открытием в русской пейзажной живописи», — «так цветно и живописно, с голубыми тенями, никто до него не писал снег, освещённый солнцем; никто так не изображал весеннее небо и деревья». Фёдоров-Давыдов писал, что «после Левитана подобный мотив стал любимой темой русской пейзажной живописи», приводя в качестве примеров такие произведения, как «Февральская лазурь» Игоря Грабаря и «Мартовское солнце» Константина Юона.
По мнению искусствоведа Михаила Алпатова, композиционное построение левитановского полотна «Март» выделяется исключительной простотой, ясностью и точностью, в нём «всё кажется простым, естественным и даже незамысловатым». В то же время композиционные линии, использованные художником, придают пейзажу законченность и завершённость. По словам Алпатова, в «Марте» Левитан сложил изображение как бы из отдельных «срезанных рамой» фрагментов, но при этом все эти части «образуют законченное целое, составляют своеобразное единство». Алпатов писал, что к этому пейзажу «нельзя ничего прибавить, от него нельзя ничего отнять» — ни в одном из предшествующих произведений Левитан «не находил в природе такой счастливой завершённости, как около этого деревенского дома у края дороги, на опушке леса».
В книге «Пленер в русской живописи XIX века» искусствовед Ольга Лясковская писала, что левитановский «Март», подобно полотну Василия Поленова «Московский дворик», мог бы служить одним из образцов живописи на пленэре. Отдавая должное правдивости соотношений неба, земли и деревьев, а также точности, с которой были написаны «оттенки рефлексов на снегу и тёмно-синяя тень в глубине», в то же время Лясковская отмечала, что стена дома и створка раскрытой двери не были до конца доработаны художником: «светло-жёлтая краска осталась краской, не перейдя в тон, в котором должны были слиться локальный цвет стены и изменение его под влиянием солнечного света и окружающей атмосферы». При этом, по словам Лясковской, светлые стволы оголённых деревьев «написаны превосходно».
Искусствовед Фаина Мальцева называла «Март» «мажорным и вдохновенным произведением» и писала, что в живописи того времени трудно найти другой пейзаж, «столь же трепетно передающий пробуждение природы». Отмечая лаконизм художественных средств, использованных Левитаном при создании полотна, Мальцева писала, что в картине «Март» представлен «цельный и внутренне завершённый образ, сохранивший вместе с тем всю непосредственность и свежесть первых впечатлений». По словам Мальцевой, солнечная гамма красок, созданная художником в этом пейзаже, воспринималась его современниками как «открытие в изображении русской природы».
В книге, вышедшей в 2001 году, искусствовед Владимир Круглов писал, что левитановский «Март» до сих пор не утратил «своего первенствующего места если не в истории отечественного искусства, то в душах людей, способных чувствовать красоту родной земли». По его словам, «Март» дал начало традиции в русской живописи, которая была подхвачена рядом художников и продолжается до наших дней. Круглов отмечал, что удачный выбор формата полотна, близкого к квадратному, «усиливает впечатляющую выразительность образа», а короткий энергичный мазок и живая фактура «дают ощущение лёгкого струения света и воздуха, игры света и тени, мерцания рефлексов».
Обсуждая картину «Март», художник Борис Иогансон писал, насколько его поражает в этом произведении «светоносная ослепительность мартовского солнца». По его словам, каждый раз при виде полотна он, «как зачарованный», стоит перед этим чудом, и когда ему «удаётся в марте быть на природе или же сидеть в городе на бульваре в солнечное мартовское утро, то в мыслях мелькает шуточный парадокс: „Как удивительно природа подражает «Марту» Левитана“». По словам литературного критика Андрея Туркова, «в левитановском „Марте“ как будто навсегда запечатлелся радостный момент, когда всё впереди, всё возможно».

## Комментарии
1. ↑  Анна Николаевна Турчанинова, урождённая Макарова (25 мая 1856 — 24 ноября 1930, Париж), была на четыре года старше Левитана. Её дочери — Варвара Ивановна (около 1875 — 1925), Софья Ивановна (1877 — около 1825) и Анна Ивановна (2 декабря 1880, Вышний Волочёк — 1964, Ленинград)[18][19].
2. ↑  Владельцами усадьбы Островно были Екатерина Николаевна Ушакова (урождённая Сеславина, 1821—1910) и её дети — Варвара Владимировна (1849 — около 1919), Софья Владимировна (1851 — около 1919) и Николай Владимирович (1859—1917)[23]. Левитан и Кувшинникова жили в усадьбе Ушаковых летом 1893 года, когда художник работал над полотном «Над вечным покоем», а затем опять приехали в 1894 году[24].
3. ↑  В своих воспоминаниях Софья Пророкова подробно описывала, как ей удалось найти Анну Ивановну Турчанинову (Люлю). Во время поездки к озеру Островно старожилы рассказали ей, что в Ленинграде живёт Е. А. Зворыкина — сестра первого мужа Анны Ивановны. Через адресное бюро Пророкова узнала адрес Зворыкиной, которая и привела её к Анне Ивановне[30].
4. ↑  Для датировки событий, происходивших в Российской империи, используется юлианский календарь («старый стиль»).
5. ↑  В различных источниках изображённые на картине лиственные деревья называют осинами[8][55] или берёзами[57]. Некоторые авторы не уточняют, какие именно деревья со светлыми стволами написаны на полотне[58][60][59][61][14].
6. ↑  К числу художников, находившихся под сильным впечатлением от левитановского «Марта», также причисляли пейзажиста Станислава Жуковского. В частности, похожий мотив был использован им в представленной на 27-й передвижной выставке картине «Пригрело» (1899), которую критиковали за «явное подражание» «Марту»[78].